# Zodiac-Killer

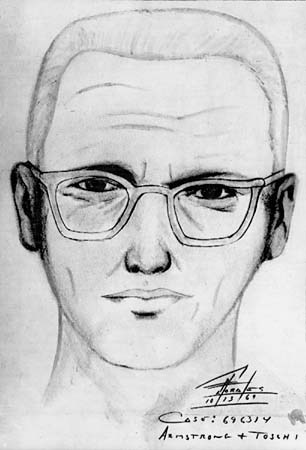
Phantombild des Taximörders in San Francisco

Das Symbol, das der Zodiac-Killer benutzte

Zodiac-Killer ist das Pseudonym eines Serienmörders, der 1968/1969 in der San Francisco Bay Area (USA) mindestens fünf Menschen ermordete und mindestens zwei weitere schwer verletzte. Seine Opfer waren meist junge Paare, denen er an einsamen Plätzen auflauerte. Die Identität des Mannes konnte bis heute nicht ermittelt werden.
Über mehrere Jahre sandte der Täter unter dem Namen Zodiac (abgeleitet vom Zodiak-Symbol) bizarre Briefe an Lokalzeitungen, einige davon mit Symbolen verschlüsselt. Von vier verschlüsselten Texten sind bisher zwei entziffert worden, der zweite erst 2020. Die Bedeutung der beiden anderen ist bisher unklar.

## Tatmuster
Es gibt kaum ein durchgehendes Muster der Zodiac zugeschriebenen Morde, insbesondere wurde jedes Mal eine andere Waffe verwendet. Der Autor Robert Graysmith  zählt folgende Gemeinsamkeiten auf:
- Die Morde wurden am Wochenende oder an einem Feiertag verübt.
- Bis auf eine Ausnahme handelte es sich bei den Opfern um Schüler oder Studenten, die zu zweit unterwegs waren.
- Die Taten ereigneten sich in der Abenddämmerung oder nachts.
- Die Morde wurden in Autos oder in der Nähe eines Wagens verübt.
- Bei den Tatorten handelte es sich in drei Fällen um abgelegene Plätze, die häufig von Liebespaaren besucht wurden.
- Das Tatmotiv schien weder Habgier zu sein noch wurden die Opfer sexuell missbraucht.
- Der Täter prahlte per Telefon und in Briefen mit den Morden.
- Die Tatorte lagen in der San Francisco Bay Area.
- Die Morde wurden in der Nähe von Gewässern oder an Orten verübt, deren Name Bezug auf ein Gewässer nahm.

## Chronologie der Mordserie

### Polizeilich bestätigte Täterschaft
Während die Ermittlungsbehörden offiziell von sieben Opfern sprechen (von denen zwei überlebten), behauptete der Zodiac-Killer in einem seiner Briefe, 37 Morde begangen zu haben. Die bestätigten Opfer sind:
- David Arthur Faraday, 17, und Betty Lou Jensen, 16, wurden am 20. Dezember 1968 auf der Lake Herman Road erschossen.
- Michael Renault Mageau, 19, und Darlene Elizabeth Ferrin, 22, wurden am 4. Juli 1969 auf dem Parkplatz des Blue-Rock-Springs-Golfplatzes in Vallejo angeschossen. Mageau überlebte, Ferrin verstarb bei Ankunft im Kaiser-Foundation-Krankenhaus.
- Bryan Calvin Hartnell, 20, und Cecelia Ann Shepard, 22, wurden am 27. September 1969 am Lake Berryessa in Napa County mit einer Stichwaffe angegriffen. Hartnell überlebte, Shepard starb zwei Tage später an ihren Verletzungen.
- Paul Lee Stine, 29, wurde am 11. Oktober 1969 im Stadtbezirk Presidio Heights in San Francisco erschossen.

#### Doppelmord am 20. Dezember 1968 nahe Benicia
Am Freitag, dem 20. Dezember 1968, fuhr der 17-jährige David Arthur Faraday, der die Vallejo Highschool besuchte, gegen 19:30 Uhr mit dem Rambler-Kombi seiner Mutter zum Elternhaus der 16-jährigen Betty Lou Jensen, mit der er zu einem ersten Rendezvous verabredet war. Jensen, eine Schülerin der Hogan Highschool in Vallejo, hatte ihren Eltern erzählt, dass sie ein Weihnachtskonzert in ihrer Schule besuchen würden. Faraday und Jensen brachen um 20:20 Uhr auf, doch anstatt das Konzert zu besuchen, fuhren sie zunächst zu einer Mitschülerin von Jensen, bei der sie bis 21 Uhr blieben, und danach in ein Drive-in-Restaurant. Anschließend verließen sie Vallejo und folgten der Lake Herman Road in östliche Richtung. Kurz nach 22 Uhr parkten sie etwa fünf Meter vom Straßenrand entfernt am Wasserwerk von Benicia – einem Platz, der aufgrund seiner Abgeschiedenheit häufig von Liebespaaren aufgesucht wurde (38° 5′ 41,6″ N, 122° 8′ 38,2″ W). Gegen 23 Uhr wurden Faraday und Jensen dort zum letzten Mal von Zeugen lebend gesehen. Zwei Männer, die in der Nähe auf Waschbärenjagd waren, beobachteten wenige Minuten später, wie ein Auto die Lake Herman Road verließ und neben dem Rambler parkte; die Person am Steuer konnten sie nicht erkennen.
Die folgenden Ereignisse ließen sich mangels Zeugen nicht mit Gewissheit rekonstruieren. Robert Graysmith geht in seinem Roman Zodiac – Auf der Spur eines Serienkillers von folgendem Szenario aus: Der Fahrer des zweiten Wagens stieg aus, zerschoss mit einer Pistole das rechte hintere Fenster und feuerte dann auf den linken Hinterradkasten. Das junge Paar versuchte daraufhin, durch die Vordertür auf der Beifahrerseite zu fliehen. Faraday wurde beim Verlassen des Wagens durch einen Kopfschuss schwer verletzt und stürzte auf den Kiesboden vor der Beifahrertür. Jensen rannte in nördliche Richtung davon, wurde jedoch nach rund neun Metern von fünf Kugeln in den Rücken getroffen und fiel ebenfalls zu Boden. Anschließend fuhr der Täter mit seinem Wagen davon. Als eine Anwohnerin gegen 23:15 Uhr am Tatort vorbeifuhr und die beiden Opfer neben dem Rambler liegen sah, fuhr sie weiter in Richtung Benicia, um Hilfe zu holen. Unterwegs stoppte sie eine ihr entgegenkommende Polizeistreife und berichtete den beiden Beamten von ihrer Entdeckung. Als die Polizisten gegen 23:30 Uhr am Tatort eintrafen, war Jensen ihren Verletzungen bereits erlegen. Faraday starb kurz nach Mitternacht auf dem Weg ins Krankenhaus. Am Tatort wurden Patronenhülsen des Kalibers .22 sichergestellt.

#### Mord am 4. Juli 1969 in Vallejo
Am Freitag, dem 4. Juli 1969 wurden die 22-jährige Kellnerin Darlene Ferrin und ihr 19-jähriger Begleiter Mike Mageau, die am späten Abend in Ferrins Auto in Vallejo unterwegs waren, von einem Mann in einem hellen Wagen verfolgt. Laut der späteren Aussage von Mageau handelte es sich bei dem Wagen des Verfolgers vermutlich um einen hellbraunen Chevrolet oder einen Ford Falcon, Baujahr 1958 oder 1959, mit alten kalifornischen Nummernschildern. Als Ferrin auf den Parkplatz des Blue-Rock-Springs-Golfplatzes (38° 7′ 33,6″ N, 122° 11′ 27,9″ W) abbog, versagte der Motor ihres Autos. Der andere Wagen kam mit ausgeschalteten Scheinwerfern links neben Ferrin und Mageau in der Dunkelheit zum Stehen. Mageau fragte Ferrin, ob sie den Mann kenne, woraufhin die 22-Jährige gesagt habe: „Ach, mach dir keine Sorgen. Es ist schon alles okay.“ Kurz darauf raste der Unbekannte mit seinem Wagen davon, kehrte jedoch fünf Minuten später wieder zurück und parkte dieses Mal hinter Ferrins Auto, sodass ihr und Mageau der Weg abgeschnitten war. Er ließ die Scheinwerfer seines Wagens an, stieg aus seinem Auto aus und ging auf Ferrin und Mageau zu, wobei er sie abwechselnd mit einer Handlampe anstrahlte. Mageau glaubte, dass es sich um einen Polizisten handeln müsse, und forderte Ferrin auf, ihren Ausweis hervorzuholen.
Der Unbekannte leuchtete mit der Lampe durch das heruntergekurbelte Beifahrerfenster und feuerte dann mehrere Schüsse auf Ferrin und Mageau ab. Ferrin wurde von elf Kugeln getroffen, Mageau erlitt durch mehrere Schüsse schwere Verletzungen. Danach fuhr der unbekannte Täter davon. Etwa eine Viertelstunde später wurden Ferrin und Mageau, die zu diesem Zeitpunkt beide noch lebten, von drei Teenagern gefunden, die um 00:12 Uhr die Polizei verständigten. Die Opfer wurden ins Krankenhaus gebracht, wo Ferrin um 00:38 Uhr ihren Verletzungen erlag. Mageau überlebte den Angriff.
Um 00:40 Uhr ging ein Anruf beim Polizeihauptquartier von Vallejo ein. Der Anrufer hatte eine männliche Stimme und sagte in ruhigem, bestimmten Ton: „Ich möchte einen Doppelmord melden. Wenn Sie auf dem Columbus Parkway eine Meile ostwärts zum Park fahren, finden Sie auf dem Parkplatz zwei junge Leute in einem braunen Wagen. Sie wurden mit einer 9-Millimeter-Luger erschossen (Anmerkung: tatsächlich war es eine Browning Hi-Power, für die dieselbe Munition verwendet werden kann). Ich habe auch die beiden jungen Leute im vorigen Jahr umgebracht. Auf Wiederhören.“ Der Anruf konnte zu einer Telefonzelle zurückverfolgt werden, die sich direkt vor dem Sheriff’s Office von Vallejo und in Sichtweite des Hauses von Darlene Ferrin befand. Um 01:30 Uhr klingelte im Haus von Ferrin und ihrem Ehemann das Telefon. Ein Freund, der bei den Ferrins zu Besuch war, nahm den Hörer ab und hörte am anderen Ende der Leitung ein schweres, tiefes Atmen, der Anrufer sagte jedoch nichts. Wenige Minuten später erhielten Darlene Ferrins Schwiegereltern und ihr Schwager ähnliche Anrufe. Als die anonymen Anrufe bei Ferrins Verwandten eingingen, war über den Angriff noch nicht in den Medien berichtet worden.

#### Mord am 27. September 1969 am Lake Berryessa

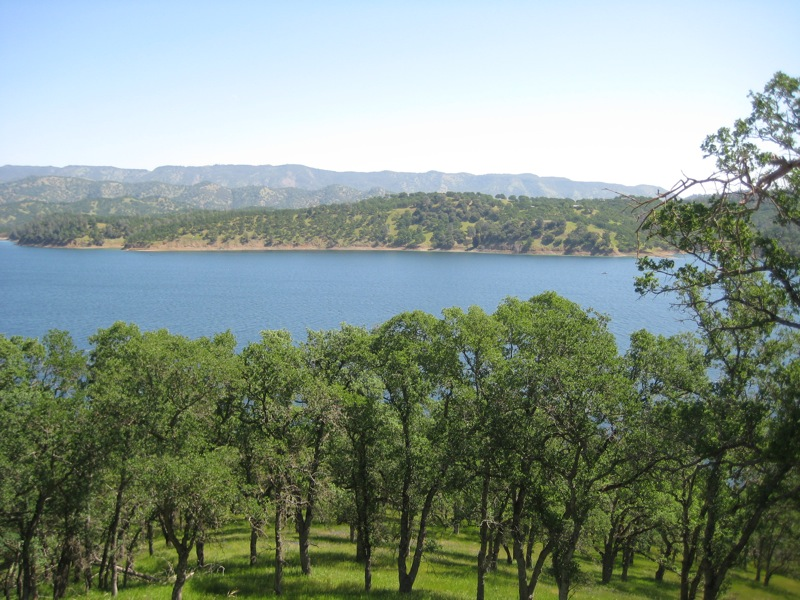
Lake Berryessa, Tatort des dritten bekannten Angriffs des Zodiac-Killers

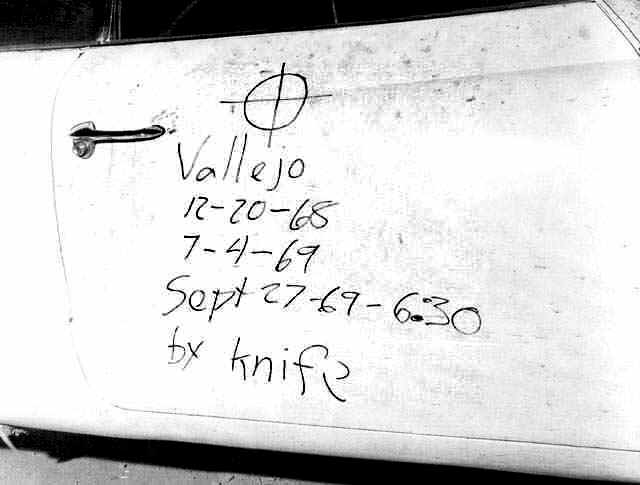
Die vom Zodiac-Killer beschriftete Tür von Bryan Hartnells Auto, 1969

Am Samstag, dem 27. September 1969 verbrachten die 22-jährige Studentin Cecelia Ann Shepard und ihr 20-jähriger Freund Bryan Hartnell, ein Jura-Student, den Nachmittag an einem abgeschiedenen, menschenleeren Strandabschnitt des Westufers des Lake Berryessa (38° 33′ 48,3″ N, 122° 13′ 54,4″ W). Hartnells VW Karmann Ghia hatten sie etwa 500 m entfernt am Straßenrand geparkt. Nach einiger Zeit bemerkte Shepard in der Ferne einen dunkel gekleideten Mann, der sie zu beobachten schien und langsam näher kam. Als der Mann nur noch wenige Meter von ihnen entfernt war, erblickte Shepard in seiner Hand eine halbautomatische Pistole. Der Unbekannte sagte: „Ich will euer Geld und den Autoschlüssel. Ich brauche den Wagen, weil ich nach Mexiko will.“ Außerdem behauptete der Mann, dass er aus dem Gefängnis in Deer Lodge, Montana, ausgebrochen und mit einem gestohlenen Auto unterwegs sei. Er habe einen Wärter getötet und nichts mehr zu verlieren.
Nachdem Hartnell ihm das wenige Kleingeld, das er bei sich trug, und den Autoschlüssel ausgehändigt hatte, befahl der Mann den beiden Studenten, sich mit dem Gesicht nach unten auf ihre mitgebrachte Picknickdecke zu legen. Er verlangte von Shepard, dass sie Hartnells Hände auf dem Rücken mit einem Stück Kunststoffwäscheleine fesselte, danach fesselte der Unbekannte Shepard auf die gleiche Weise und zog Hartnells Fesseln noch fester. Hartnell bot dem Mann juristische Hilfe an, worauf dieser nicht reagierte. Als Hartnell ihn fragte, ob die Waffe überhaupt geladen sei, zog der Unbekannte das Magazin heraus und zeigte ihm die darin befindliche Patrone. Danach begann der Mann, mit einem langen Messer zuerst auf Hartnell und dann auf Shepard einzustechen. Anschließend verließ er den Tatort, das Geld und den Autoschlüssel ließ er zurück. Bevor er davonfuhr, schrieb er auf die Tür von Hartnells Wagen das Datum der ersten beiden Angriffe bei Vallejo sowie Datum, Uhrzeit und die Art der Tatbegehung beim Angriff am Lake Berryessa. Darüber zeichnete er das Symbol .
Den beiden Schwerverletzten gelang es, sich gegenseitig von ihren Fesseln zu befreien. Ein Fischer, der die beiden verletzten Studenten vom See aus gesehen hatte, verständigte die Ranger. Beide Opfer wurden ins Krankenhaus gebracht, wo Shepard am 29. September 1969 ihren 24 Stichverletzungen erlag. Hartnell überlebte sechs Stichwunden.
Ungefähr eine Stunde nach dem Angriff auf Shepard und Hartnell hatte sich ein männlicher Anrufer telefonisch beim Napa Police Department gemeldet und mit ruhiger Stimme gesagt: „Ich möchte einen Mord melden – nein, einen Doppelmord. Sie liegen drei Kilometer nördlich von Park Headquarters. Sie waren mit einem weißen VW Karmann Ghia unterwegs. Ich bin der, der es getan hat.“ Danach legte der Anrufer den Hörer ab, ohne die Verbindung zu beenden. Der Beamte, der den Anruf entgegengenommen hatte, schätzte das Alter des Mannes anhand des Klangs seiner Stimme auf Anfang 20. Der Anruf konnte zu einer Telefonzelle an der Main Street in Napa, viereinhalb Blocks vom Polizeirevier und 43 km vom Tatort entfernt, zurückverfolgt werden. In der Telefonzelle konnten die Ermittler die Spur eines Handabdrucks am Hörer sicherstellen.
Die unübliche Vorgehensweise des Mörders, vor allem aber auch die eklatante Tatsache, dass dieser Mord niemals in den Briefen erwähnt wird, hat immer wieder Vermutungen befeuert, dass es sich hier um einen Trittbrettfahrer gehandelt haben könnte.

#### Mord am 11. Oktober 1969 in Presidio Heights
Am Samstag, dem 11. Oktober 1969 ließ der Taxifahrer Paul Lee Stine vor dem Pinecrest Diner in der Geary Street in San Francisco einen Fahrgast in sein Taxi steigen, der ihm als Fahrtziel die Kreuzung „Washington Street und Maple“ in Presidio Heights nannte. Circa eine Viertelstunde später erreichten sie das Fahrtziel. Der Fahrgast forderte Stine auf, noch einen Block weiterzufahren.  Als das Taxi vor dem Haus mit der Nummer 3898 in der Washington Street zum Stehen kam, hielt der Unbekannte Stine von hinten eine Pistole an die rechte Wange und drückte ab.

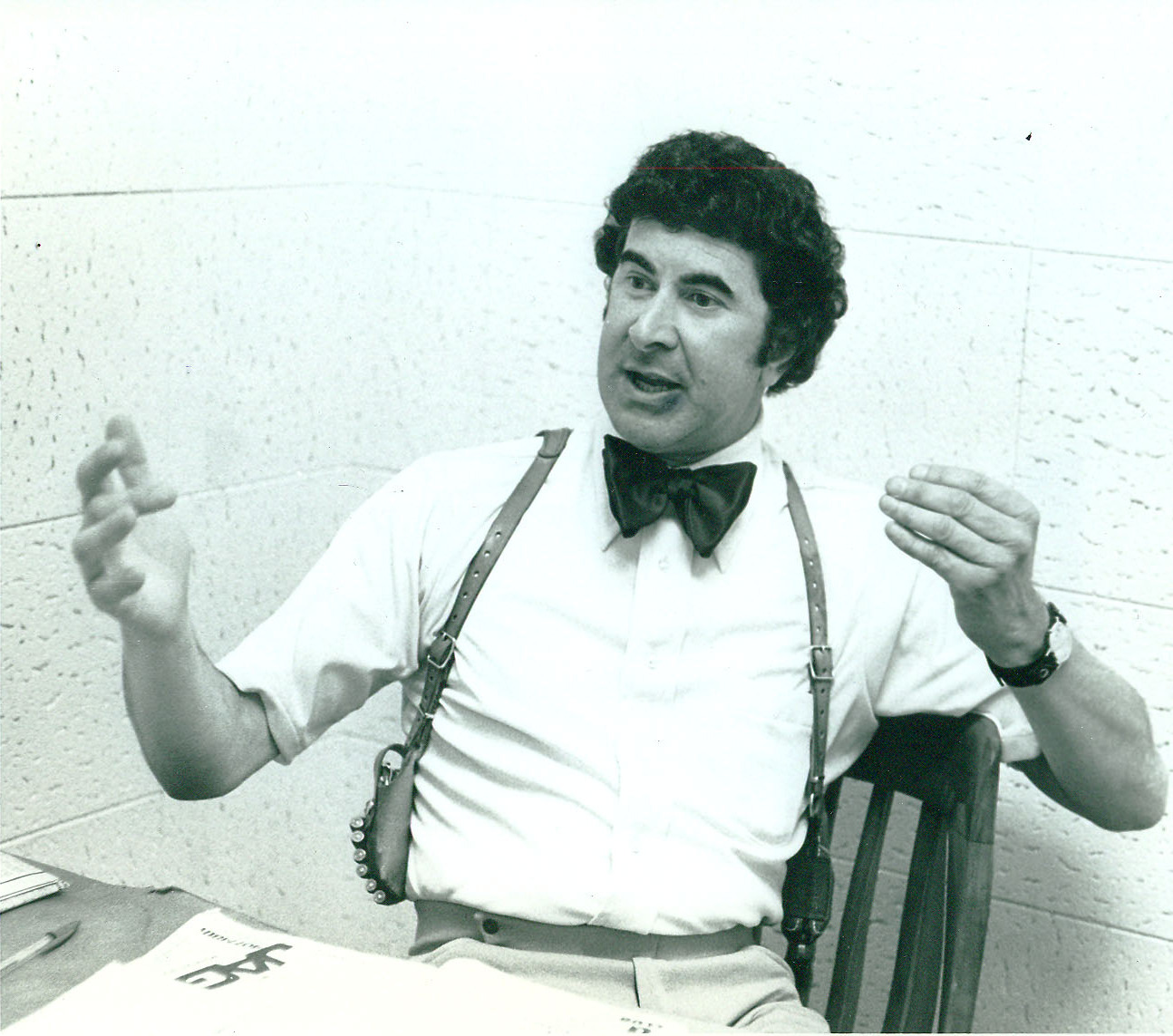
Inspektor Dave Toschi, 1976

Als die Gäste einer Party im Haus auf der gegenüberliegenden Straßenseite gegen 21:55 Uhr aus einem Fenster im ersten Stock auf das Taxi hinunterblickten, glaubten sie, einen Kampf oder Raub zu beobachten, und riefen die Polizei. Aus ungeklärten Gründen wurde bei der Aufnahme der Täterbeschreibung fälschlicherweise notiert, der Verdächtige sei afroamerikanischer Abstammung. Der Täter, bei dem es sich tatsächlich um einen Weißen handelte, verließ indessen den Tatort in Richtung Presidio. An der Ecke Jackson und Cherry Street wurde er um 22 Uhr von einer Polizeistreife angehalten, die auf dem Weg zum Tatort war. Da der Angehaltene nicht dem Profil des Gesuchten entsprach, ließen die ahnungslosen Beamten den Täter laufen.
Als der herbeigerufene Krankenwagen um 22:10 Uhr am Tatort eintraf, war Stine bereits tot. Der Täter hatte seine Brieftasche mitgenommen, aber seine Uhr, seinen Ring und sein Scheckbuch zurückgelassen. Im Taxi wurde eine 9-Millimeter-Patronenhülse sichergestellt. Die Fahndung nach dem Täter wurde um 2 Uhr nachts erfolglos beendet. Der Fall wurde Inspektor Dave Toschi von der Mordkommission des San Francisco Police Department und seinem Partner Bill Armstrong übertragen.

### Vermutete Täterschaft
Mehrere Taten wurden mit Zodiac in Verbindung gebracht.

#### Mord am 30. Oktober 1966 in Riverside
Am späten Abend des 30. Oktober 1966 wurde die 18-jährige College-Studentin Cheri Jo Bates im südkalifornischen Riverside nach einem Bibliotheksbesuch getötet. Die Ermittler gingen davon aus, dass der Täter während Bates’ Abwesenheit ein Zündverteilerkabel ihres Autos manipuliert und ihr dann seine „Hilfe“ angeboten hatte, als sie den Wagen nicht starten konnte. Am nächsten Morgen wurde Bates’ Leiche mit durchgeschnittener Kehle und mehreren Stich- sowie Schnittverletzungen etwa 70 m von ihrem Auto entfernt auf einem Parkplatz gefunden. Im April 1967 schrieb ein Unbekannter zwei Briefe an die örtliche Polizei, in denen er Täterwissen mitteilte, mit der Tötung weiterer Opfer drohte und die Veröffentlichung seiner Zeilen verlangte. Einen ähnlichen Brief hatte der anonyme Schreiber zudem an eine lokale Zeitung geschickt. Der Handschriftenexperte Sherwood Morrill kam nach einem Schriftvergleich zu der Überzeugung, dass es sich um die Handschrift des Zodiac-Killers handelte. Am 15. März 1971 schrieb der Zodiac-Killer einen Brief an die Los Angeles Times, in dem er seine Täterschaft im Bates-Mordfall bestätigte. Dies lässt aber nicht unbedingt darauf schließen, dass Bates tatsächlich ein Opfer des Serienmörders geworden war. Die Ermittler hielten es für möglich, dass der Zodiac-Killer nur aus der Zeitung von dem ungeklärten Mord wusste und ihn als seine eigene Tat deklarierte, um erneut auf sich aufmerksam zu machen. 2021 äußerte die Polizei in Riverside, dass sie sicher sei, dass Zodiac nicht der Mörder von Cheri Jo Bates sei.

#### Entführung am 22. März 1970 nahe Modesto

Die State Route 132 (rot), an der Kathleen Johns und ihre Tochter westlich von Modesto entführt wurden.

In der Nacht vom 22. März 1970 fuhr die im siebten Monat schwangere Kathleen Johns mit ihrer zehn Monate alten Tochter auf der schwach befahrenen State Route 132 in westliche Richtung, als ihr im Rückspiegel ein Wagen auffiel, der ihr schon seit Modesto zu folgen schien. Kurz nach Mitternacht begann der Fahrer des hinteren Autos zu hupen und seine Scheinwerfer auf- und abzublenden. Als Johns nicht auf die Signale reagierte, scherte der Fahrer des Wagens auf die Gegenfahrbahn aus, fuhr neben Johns’ Auto und rief ihr durch sein Beifahrerfenster zu, dass ihr linkes Hinterrad locker sei. Johns fuhr daraufhin an den Straßenrand, wo der Unbekannte ihr anbot, die Radmuttern festzuziehen. Nachdem der Mann einige Zeit an dem Rad hantiert hatte, sagte er Johns, dass sie unbesorgt weiterfahren könne, und fuhr davon. Johns setzte ihre Fahrt fort, doch bereits nach wenigen Metern löste sich das linke Hinterrad. Als sie anhielt, kehrte der Unbekannte zurück und erklärte, dass das Problem wohl größer als gedacht sei. Er bot ihr an, sie zu einer in Sichtweite befindlichen Tankstelle mitzunehmen, woraufhin Johns mit ihrer Tochter zu ihm in den Wagen stieg.
Statt an der Tankstelle anzuhalten, fuhr der Mann jedoch daran vorbei. Als Johns ihn darauf ansprach, teilte der Fremde ihr mit, dass er sie und ihr Baby töten werde. Während der folgenden zwei- bis dreistündigen Fahrt wiederholte der Mann die Drohung mehrmals. Als der Wagen aufgrund der Verkehrsführung kurz zum Stehen kam, sprang Johns mit ihrer Tochter im Arm aus dem Auto und rannte in ein Feld, wo sie sich in hohem Gras versteckte, bis der Fremde seine Suche nach ihr aufgab und davonfuhr. Der Fahrer eines vorbeikommenden Sattelschleppers brachte Johns zur Polizeiwache in Patterson, wo sie ihre Aussage zu Protokoll gab. Als sie ein an der Wand hängendes Phantombild des Zodiac-Killers erblickte, glaubte sie in der Zeichnung ihren Entführer zu erkennen. Johns’ Wagen wurde später an der Stelle gefunden, wo sie ihn zurückgelassen hatte – jemand hatte ihn ausgeschlachtet und in Brand gesteckt.

## Interaktion mit der Presse

### Die ersten vier Briefe (August 1969)
Am Freitagmorgen, dem 1. August 1969, erhielten die Redaktionen des San Francisco Chronicle, des Vallejo Times-Herald und des San Francisco Examiner jeweils einen Brief mit fast identischem Wortlaut, in dem der Absender die Täterschaft bei den Morden an der Lake Herman Road sowie in Blue Rock Springs für sich beanspruchte und Tatdetails mitteilte. Die Briefe waren mit blauem Filzstift geschrieben, begannen mit der Anrede „Sehr geehrter Herr Chefredakteur“ und waren nur mit dem Symbol  unterzeichnet. Der Brief an den Examiner war mit zwei, der an den Chronicle mit drei und der an den Times-Herald mit vier Briefmarken frankiert. Alle drei Briefe waren mit dem Poststempel von San Francisco versehen. Auf den Umschlägen stand „Rush to Editor“ („Rasch an den Chefredakteur weiterleiten“) geschrieben.
Jedem der drei Briefe war ein Drittel eines Geheimtexts beigefügt, der insgesamt aus 408 Symbolen bestand. Jedes Geheimtext-Drittel setzte sich aus acht Zeilen mit jeweils 17 Symbolen zusammen. Bei den verwendeten Symbolen handelte es sich um 55 unterschiedliche Zeichen, darunter Dreiecke, Quadrate, Kreise, Kreuze, griechische Zeichen, Wettersymbole, Buchstaben des lateinischen Alphabets, Navy- und Morsezeichen sowie astrologische Symbole. Robert Graysmith, der als Karikaturist beim Chronicle arbeitete, als der Brief einging, kam nach Recherchen zu dem Ergebnis, dass der Geheimschrift-Verfasser acht Zeichen aus David Kahns The Codebreakers (1967) entnommen hatte; weitere Symbole waren anscheinend dem sogenannten „Zodiac-Alphabet“ aus dem 13. Jahrhundert entlehnt worden, das von John Laffin in Codes and Ciphers (1964) näher beschrieben wurde. Beide Werke galten in mehreren Büchereien, die Graysmith damals in San Francisco und Oakland aufsuchte, als gestohlen oder verschwunden.
Der Absender des Briefes behauptete, dass in dem Geheimtext seine Identität verschlüsselt sei. Er verlangte, dass die Zeitungen ihren jeweiligen Teil des Geheimtexts bis Freitagnachmittag auf ihrer Titelseite drucken sollten, anderenfalls würde er am Wochenende weitere Morde begehen. Der Times-Herald und der Chronicle brachten ihre Teile des Geheimtexts mit ihrer Samstagsausgabe heraus, wobei sich die Verantwortlichen des Chronicles dazu entschieden, den Text nicht auf der Titelseite, sondern auf Seite 4 abzudrucken. Der Examiner entschloss sich zunächst gegen eine Veröffentlichung seines Drittels, druckte aber in seiner Sonntagsausgabe schließlich alle drei Teile des Geheimtexts ab. Die Zeitungen publizierten außerdem Auszüge des Briefes, verzichteten aber aus ermittlungstaktischen Gründen auf eine vollständige Veröffentlichung. Obwohl sich die Zeitungen nicht exakt an die Vorgaben des anonymen Absenders gehalten hatten, kam es an dem Wochenende nicht zu den angedrohten Morden.
Die chiffrierte Botschaft wurde innerhalb weniger Tage von dem Lehrer Donald Gene Harden und seiner Ehefrau Bettye June Harden entziffert. Die beiden hatten angenommen, dass jedes Symbol für einen Buchstaben des lateinischen Alphabets stand, und – ausgehend von den häufigsten Buchstabenkombinationen im Englischen – nach entsprechenden Symbol-Übereinstimmungen und Mustern im Geheimtext gesucht. Die entzifferte Botschaft, die am 12. August 1969 veröffentlicht wurde, lautete:

“I LIKE KILLING PEOPLE BECAUSE IT IS SO MUCH FUN IT IS MORE FUN THAN KILLING WILD GAME IN THE FORREST BECAUSE MAN IS THE MOST DANGEROUE ANAMAL OF ALL TO KILL SOMETHING GIVES ME THE MOST THRILLING EXPERENCE IT IS EVEN BETTER THAN GETTING YOUR ROCKS OFF WITH A GIRL THE BEST PART OF IT IS THAE WHEN I DIE I WILL BE REBORN IN PARADICE AND THE I HAVE KILLED WILL BECOME MY SLAVES I WILL NOT GIVE YOU MY NAME BECAUSE YOU WILL TRY TO SLOI DOWN OR ATOP MY COLLECTIOG OF SLAVES FOR MY AFTERLIFE EBEORIETEMETHHPITI”

„Ich mag es, Menschen zu töten, weil es so viel Spaß macht. Es macht mehr Spaß als Wildtiere im Wald zu töten, weil der Mensch das gefährlichste Tier von allen ist. Etwas zu töten ist für mich das aufregendste Erlebnis. Es ist sogar besser als ein Mädchen zu bumsen. Das Beste daran ist, dass ich, wenn ich sterbe, im Paradies wiedergeboren werde und die, die ich getötet habe, werden zu meinen Sklaven. Ich werde euch nicht meinen Namen verraten, weil ihr dann versuchen werdet, mein Sammeln von Sklaven für mein Leben nach dem Tod zu verlangsamen oder zu stoppen. EBEORIETEMETHHPITI.“

Die Rechtschreibung ist an einigen Stellen fehlerhaft, wobei ungewiss ist, ob dies Absicht oder ein Versehen des Mörders war. Die Bedeutung der letzten 18 Buchstaben konnte nicht geklärt werden. Einige Leser vermuteten, dass es sich um ein Anagramm handele, und schickten diverse Vorschläge zu Namen, die sich hinter dem Buchstabenrätsel verbergen könnten, an die Zeitungen. Eine Überprüfung der Namensvorschläge führte jedoch nicht auf die Spur des Mörders.
Obwohl der erste Brief Tatdetails enthielt, die von den Ermittlern nicht bekanntgegeben worden waren, zeigte sich der Polizeichef von Vallejo nicht von der Authentizität des Briefes überzeugt und forderte den Absender öffentlich auf, einen weiteren Brief zu schreiben, in dem er seine Täterschaft beweisen sollte. Der Mörder schickte daraufhin am 7. August 1969 einen dreiseitigen Brief, der mit den Worten „Sehr geehrter Herr Chefredakteur Hier spricht Zodiac“ begann, und in dem weitere, bislang nicht öffentlich bekannte Tateinzelheiten geschildert wurden. Es war das erste Mal, dass sich der Unbekannte als „Zodiac“ bezeichnete.

### Der fünfte bis achte Brief (Oktober–Dezember 1969)
Unter der am 14. Oktober 1969 beim San Francisco Chronicle eingegangenen Leserpost befand sich ein weiterer Brief des Zodiac-Killers. Laut Poststempel war der Brief am Vortag in San Francisco aufgegeben worden. Der Umschlag war mit blauem Filzstift beschriftet, abermals an den Chefredakteur adressiert, und an der für die Absenderadresse vorgesehenen Stelle befand sich das Symbol . In dem Umschlag befanden sich ein Brief und ein blutbeflecktes Stück grau-weißen Stoffes. In dem Schreiben erklärte der Verfasser, dass er den Taxifahrer Paul Stine ermordet habe und dass die Polizei ihn beinahe erwischt hätte. Außerdem drohte er damit, „einen ganzen Schulbus auszulöschen“. Der Stofffetzen erwies sich tatsächlich als ein Hemdstück des ermordeten Taxifahrers. Auch die Schrift des Briefes stimmte mit der Schrift in den ersten vier Briefen überein.
Die Öffentlichkeit wurde am 17. Oktober 1969 über die Drohung informiert, was in der San Francisco Bay Area zu Panik in der Bevölkerung führte. Die Schulbusfahrer erhielten Handlungsleitlinien für den Fall eines Angriffs, und in Napa County wurde jedem Schulbus ein zusätzlicher Fahrer zugewiesen. Darüber hinaus wurden die Schulbusse von schwer bewaffneten Polizisten und die Schulbusstrecken per Flugzeug aus der Luft überwacht. Nachdem sich ein anonymer Anrufer gegenüber der Palo Alto Times als Zodiac-Killer ausgegeben und behauptet hatte, San Francisco verlassen zu haben, weil es ihm dort „zu heiß“ geworden sei, wurde auch den Schulbussen in Palo Alto bewaffnetes Personal zugewiesen. Der Verfasser machte seine Drohung jedoch nie wahr.
Am 10. November 1969 gingen beim San Francisco Chronicle zwei weitere Briefe des Zodiac-Killers ein, die in San Francisco abgestempelt worden waren. Einer der Briefe war am 8. November 1969 abgesandt worden und enthielt eine Grußkarte, auf deren Vorderseite der Verfasser andeutete, im August 1969 zwei weitere Morde begangen zu haben. Die Ermittler schlossen seine Täterschaft beim einzigen ungeklärten Mordfall, der sich in diesem Monat in der Bay Area ereignet hatte und bei dem zwei Schülerinnen erstochen worden waren, jedoch aus. Im Inneren der Karte befand sich ein weiterer, zwanzigzeiliger, aus 340 Zeichen bestehender Geheimtext, der mit dem Symbol  unterzeichnet war. Der Geheimtext konnte erst nach 51 Jahren im Dezember 2020 entziffert werden. Die Entzifferung gelang den drei Amateur-Kryptologen David Oranchak, einem Softwareentwickler aus Virginia, Jarl Van Eycke, einem belgischen Warenhausmanager, und Sam Blake, einem Mathematiker in Australien. Der Klartext lautet:

“HOPE YOU ARE HAVING LOTS OF FUN IN TRYING TO CATCH ME THAT WASN’T ME ON THE TV SHOW WHICH BRINGS UP A POINT ABOUT ME I AM NOT AFRAID OF THE GAS CHAMBER BECAUSE IT WILL SEND ME TO PARADICE ALL THE SOONER BECAUSE I NOW HAVE ENOUGH SLAVES TO WORK FOR ME WHERE EVERYONE ELSE HAS NOTHING WHEN THEY REACH PARADICE SO THEY ARE AFRAID OF DEATH I AM NOT AFRAID BECAUSE I KNOW THAT MY NEW LIFE WILL BE AN EASY ONE IN PARADICE DEATH.”

„Ich hoffe, dass ihr bei euren Versuchen mich zu fassen viel Freude habt. Das in der Fernsehshow war ich nicht – was einen Punkt über mich aufwirft: Ich habe keine Angst vor der Gaskammer, weil diese mich noch schneller ins Paradies befördern wird, weil ich nun genügend Sklaven habe, die für mich arbeiten, wo alle anderen nichts haben, wenn sie im Paradies ankommen, so dass sie Angst vor dem Tod haben. Ich habe keine Angst, weil ich weiß, dass mein Leben nach dem Tode im Paradies ein einfaches sein wird.“

Die Textpassage mit der TV show bezog sich auf eine Folge der The Jim Dunbar Show, einer Talkshow, die in der Bay Area am 22. Oktober 1969 ausgestrahlt worden war und während der ein Unbekannter angerufen und behauptet hatte, er sei der Zodiac-Killer. Der Unbekannte äußerte am Telefon, dass er „nicht in die Gaskammer kommen wolle“ (I don’t want to go to the gas chamber).
Im siebten Brief vom 9. November 1969 erwähnte der Zodiac-Killer erneut, dass er bereits sieben Menschen getötet habe. Außerdem enthielt der Brief Schmähkritik an der Polizei, eine vage gehaltene Bombendrohung, eine Anleitung zum Bau einer Bombe sowie die Zeichnung einer solchen.
Am 27. Dezember 1969 erreichte den Rechtsanwalt und Filmschauspieler Melvin Belli ein Brief des Zodiac-Killers, der mit einem Poststempel vom 20. Dezember 1969 versehen war und dem erneut ein Stück des Hemdes von Stine beigefügt war. In dem Brief deutete der Mörder an, nach seinem letzten Brief vom 9. November 1969 ein achtes Mal getötet zu haben. Er bat um Bellis Hilfe und erklärte, dass er sich nicht mehr lange beherrschen könne und weitere Opfer suchen müsse. Belli ließ über den San Francisco Chronicle verlautbaren, dass er bereit sei, ihm zu helfen. Der Verfasser kam jedoch nie auf das Hilfsangebot zurück.

### Der neunte bis 13. Brief (April–Juli 1970)
Seinen neunten Brief schickte der Zodiac-Killer abermals an den „Chefredakteur, San Fran. Chronicle, San Francisco, Calif.“, wo er am 21. April 1970 eintraf. Der Brief war mit zwei Sechs-Cent-Briefmarken überfrankiert und am 20. April 1970 abgesendet worden. Der Absender hatte mit blauem Filzstift auf ein Blatt Papier ungewöhnlichen Zuschnitts geschrieben:
„Hier spricht der Zodiac
 Übrigens habt ihr schon den letzten Geheimtext geknackt,
 den ich euch geschickt habe?
 Mein Name ist …“
Danach folgten 13 Zeichen, die bis heute nicht entziffert werden konnten. Weiterhin schrieb der Serienmörder, dass er nicht für den Bombenanschlag auf die Polizeiwache am Golden Gate Park verantwortlich sei, der sich am 16. Februar 1970 ereignet hatte und bei dem ein Polizist getötet sowie acht weitere verletzt worden waren. Außerdem behauptete er, inzwischen zehn Opfer getötet zu haben, und schrieb: „Es wären schon viel mehr, aber meine Busbombe war ein Blindgänger. Ich war überanstrengt [(wörtlich „rausgeschwemmt“)] vom Regen, den wir vor einer Weile hatten.“ Er drohte erneut mit einem Bombenanschlag. Unter der Zeichnung einer Bombe endete der Brief mit dem „Spielstand“  = 10, SFPD [San Francisco Police Department] = 0. Der Hinweis auf die Überschwemmung veranlasste Toschi und Armstrong dazu, nach Verdächtigen in kürzlich überfluteten Wohngegenden zu suchen. Die Suche endete erfolglos.
Am 29. April 1970 erreichte den Chronicle der zehnte Zodiac-Brief, der laut Poststempel am 28. April 1970 abgeschickt worden war. Er enthielt eine Grußkarte, auf der Zodiac erneut mit einem Bombenanschlag auf einen Schulbus drohte, wenn die Presse nicht über alle Einzelheiten seines Bombenentwurfs, den er mit dem neunten Brief geschickt hatte, berichten würde. Die Polizei informierte die Öffentlichkeit daraufhin noch am selben Tag in einer Pressekonferenz über den Bombenentwurf, die Zeitungen verzichteten aber darauf, weitere Einzelheiten zu drucken, und zogen die Ernsthaftigkeit der Bombendrohung in Zweifel, um Panik in der Bevölkerung zu vermeiden.
Der Zodiac-Killer hatte zudem verlangt, dass die Bürger von San Francisco Buttons mit dem -Symbol tragen sollten. In seinem elften Brief vom 26. Juni 1970, der am 29. Juni 1970 beim Chronicle einging, zeigte sich der Serienmörder verärgert, dass niemand dieser Aufforderung nachgekommen war, und behauptete, dass er zur Strafe einen Mann in einem geparkten Wagen erschossen habe. Als neuen „Punktestand“ gab er  = 12, SFPD = 0 an. Dem Brief war außerdem eine zweizeilige Geheimschrift und eine Straßenkarte beigefügt, auf der eine Stelle am Mount Diablo markiert war. Zodiac behauptete, dass die Karte und die Geheimschrift zu einer Bombe führten und bis Herbst Zeit sei, sie zu finden. Die Geheimschrift wurde nie entziffert und die angebliche Bombe nie gefunden.
Am 27. Juli 1970 gingen gleich zwei Zodiac-Briefe beim Chronicle ein. In seinem zwölften Brief, der am 24. Juli 1970 abgeschickt worden war, behauptete der Verfasser, dass er derjenige gewesen sei, der Kathleen Johns und ihr Baby entführt sowie ihr Auto in Brand gesetzt hatte. Da nur eine kleine Lokalzeitung in Modesto über den Fall berichtet hatte, hält es Graysmith für wahrscheinlich, dass diese Behauptung stimmte, und vermutet, dass sich der Zodiac-Killer erst vier Monate später zur Tat bekannte, weil er befürchtete, dass Johns ihn wiedererkennen würde. Der 13. Brief vom 26. Juli 1970 war der längste Brief, den der Zodiac-Killer je an den Chronicle geschrieben hatte. Er zitierte darin aus dem Libretto der Operette Der Mikado von Gilbert und Sullivan, wobei er den Liedtext der Figur des Oberhofhenkers leicht und in der für ihn typischen Manier abänderte. Der Brief enthielt zudem den Hinweis, dass es in dem Geheimtext des elften Briefes um Radianten und Längenmaße gehe. Außerdem teilte er mit, dass der „Spielstand“ inzwischen  = 13, SFPD = 0 betrage.

### Karte und Postkarte an Paul Avery (Oktober 1970-März 1971)
Am 28. Oktober 1970 schickte der Zodiac-Killer eine Halloween-Grußkarte an Paul Avery, der als Enthüllungsjournalist für den San Francisco Chronicle arbeitete und mehrere Artikel über die Mordserie verfasst hatte. Auf die Karte hatte Zodiac unter anderem „PEEK-A-BOO – YOU’RE DOOMED“ („Guck-guck – du bist dem Tod geweiht“) und vier Tötungsarten geschrieben. Der Vorfall erregte weltweites Aufsehen, als der Chronicle ihn an Halloween zur Titelgeschichte machte. Avery wurde von zahlreichen Kollegen interviewt, wobei er sich von der Morddrohung des Zodiac-Killers unbeeindruckt zeigte und meinte, dass man nicht jedes Wort hundertprozentig ernst nehmen müsse. Fortan führte er jedoch einen Revolver mit sich, und ein Großteil der Mitarbeiter des Chronicle, darunter auch Avery selbst, trug Ansteckplaketten mit der Aufschrift „I Am Not Paul Avery“ („Ich bin nicht Paul Avery“).
Am 22. März 1971 erhielt Paul Avery erneut eine Postkarte des Zodiac-Killers. Die Aufschrift „Sought Victim 12“ („gesuchtes Opfer 12“) wurde mit Donna Lass’ Verschwinden am Lake Tahoe, Nevada in Verbindung gebracht. Lass arbeitete als Krankenschwester in einem Hotel in Stateline und verschwand nach ihrer Schicht spurlos, ihr Schädel wurde Jahre später im angrenzenden kalifornischen Placer County gefunden. Es war der spektakulärste Vermisstenfall in dieser Gegend zu dieser Zeit, weshalb er mit dem Brief in Verbindung gebracht wurde, ohne dass dieser jedoch konkrete Bezüge auf diesen Fall enthielt.

### Letzter Brief (29. Januar 1974)
Nach der Lake-Tahoe-Karte schwieg der Zodiac-Killer fast drei Jahre lang. Der San Francisco Chronicle erhielt daraufhin am 29. Januar 1974 einen Brief vom Zodiac-Killer, in dem Der Exorzist als „die beste satirische Komödie, die ich je gesehen habe“ gelobt wurde. Der Brief enthielt erneut einen Versausschnitt aus Der Mikado. Zodiac schloss den Brief mit einem ungewöhnlichen Symbol, das von Forschern nicht erklärt werden konnte. Es enthält außerdem den „Spielstand“ „Me = 37, SFPD = 0“. Es ist der letzte authentifizierte Brief.

## Täterbeschreibung

### Äußeres Erscheinungsbild
Mike Mageau, der den Angriff vom 4. Juli 1969 überlebt hatte, beschrieb den Zodiac-Killer als stämmigen, bulligen, korpulenten Mann mit breitem Gesicht und leichtem Bauchansatz, wobei das geschätzte Gewicht in unterschiedlichen Vernehmungen zwischen 75 und 90 Kilogramm variierte. Der Unbekannte sei etwa 1,73 m groß und circa 26 bis 30 Jahre alt gewesen. Er habe eine Hose mit Bügelfalten, ein blaues Hemd, einen Sweater oder eine Navy-Windjacke und keine Brille getragen. Das Haar des Täters beschrieb Mageau als kurz, wellig und hellbraun, die Frisur mal als militärischen Bürstenhaarschnitt, mal als zurückgekämmte Tolle.
Bryan Hartnell und Cecelia Shepard beschrieben den Mann, der sie am 27. September 1969 am Lake Berryessa überfallen hatte, als 1,78 bis 1,88 m groß und 100 bis 110 kg schwer. Er sei stämmig, aber nicht fett gewesen und habe einen Bauchansatz gehabt. (Hartnell schloss jedoch nicht aus, dass der Täter auch einfach nur eine sehr bauschige Jacke getragen haben könnte.) Der Unbekannte trug eine schwarze viereckige Kapuze mit Schlitzen für Augen und Mund. Die Kapuze reichte fast bis zur Taille, hatte an den Rändern Ziernähte, und auf der Brust war ein weißes Kreuz in einem Kreis aufgenäht. Über den Augenschlitzen trug der Mann, den Hartnell auf Mitte 30 schätzte, eine Sonnenbrille. Durch die Schlitze der Kapuze seien dunkelbraune Haare zu erkennen gewesen. Über seinen Halbschuhen trug der Mann Überschuhe aus Gummi. Anhand der Schuhabdrücke am Tatort kamen die Ermittler zu dem Ergebnis, dass der Zodiac-Killer Wing-Walker-Springerstiefel der Größe 10 getragen hatte.
Die beiden Streifenpolizisten, die den Zodiac-Killer am 11. Oktober 1969 kurz nach dem Mord an Paul Stine in der Nähe des Tatorts angesprochen hatten, beschrieben ihn als 35- bis 45-jährigen Mann mit Brille. Er habe kurzes braunes Haar mit rötlichem Schimmer gehabt, sei 1,80 m groß sowie mindestens 90 kg schwer gewesen und habe eine marineblaue oder schwarze Jacke mit Reißverschluss getragen.
Kathleen Johns beschrieb den Mann, der sie am 22. März 1970 entführt hatte und bei dem es sich vermutlich um den Zodiac-Killer handelte, als 70 bis 75 kg schwer, glatt rasiert und sehr ordentlich gekleidet. Er habe ein weißes Hemd, eine schwarze oder dunkelblaue Windjacke, eine schwarze oder blaue Wollhose, glänzend polierte Navy-Stiefel und eine schwarze, mit einem elastischen Band fixierte Hornbrille getragen. Am Gesicht des Mannes fielen ihr Aknenarben am Kinn, ein ausgeprägter Kiefer, ausdruckslose Augen und eine „nicht besonders kleine Nase“ auf. Sein Haar sei braun gewesen, und er habe einen Bürstenhaarschnitt getragen. Insgesamt habe der Unbekannte einen seriösen, nicht schwächlichen und militärischen Eindruck gemacht.

### Psychologisches Profil
Der Psychologe Murray Miron kam nach einer Analyse der Briefe des Zodiac-Killers zu dem Ergebnis, dass es sich bei ihrem Verfasser um einen Mann im Alter von 20 bis 30 Jahren handele. Der Zodiac-Killer sei ein weißer, unverheirateter Mann mit ruhiger und wenig einnehmender Persönlichkeit, der sehr zurückgezogen und isoliert lebe. Er habe eine Grundausbildung in Kryptografie, aber höchstens einen Highschool-Abschluss und lese wenig. Stattdessen gehe er häufig ins Kino und schaue fern, wobei er Filme mit sadomasochistischen oder okkult-erotischen Inhalten favorisiere. Er leide an Depressionen und einer Psychose des schizophrenen Formenkreises. In seiner Kommunikation spiegelten sich Narzissmus, Infantilität und magisches Denken wider. Hinter der Fassade eines geordneten, normalen Lebens verberge der unbekannte Täter starke emotionale Schwankungen. Aus Angst, die Kontrolle zu verlieren, scheue er den Konsum von Alkohol und normale sexuelle Kontakte mit Frauen. Der veränderte, moralisierende Tonfall in seinem Brief aus dem Jahr 1974 könne auf eine mögliche Suizidalität oder die mit zunehmendem Alter nachlassende Dominanz seiner soziopathischen Persönlichkeitszüge hindeuten.

## Tatverdächtige
Im Lauf der Jahrzehnte wurden zahlreiche Theorien und Verdächtigungen in Umlauf gebracht, sogar der Name Theodore Kaczynski wurde in diesem Zusammenhang genannt. Bei den weitaus meisten ist nicht bekannt, dass die Ermittlungsbehörden sie ernsthaft in Betracht gezogen hätten.

### Arthur Leigh Allen
Der in der Öffentlichkeit prominenteste Hauptverdächtige, nicht zuletzt aufgrund von Graysmiths einflussreichen Büchern, war der 1992 verstorbene Arthur Leigh Allen.  Allen war seit den Anfängen der Zodiac-Ermittlungen von der Polizei verhört worden und war über einen Zeitraum von 20 Jahren Gegenstand mehrerer Durchsuchungsbeschlüsse. Allerdings konnte sich der Verdacht nie erhärten. Im Jahr 2010 erklärte Dave Toschi, dass sich alle Beweise gegen Allen letztendlich „als negativ erwiesen“ hätten. Auch auf Ebene der Schriftvergleiche erwies sich der Verdacht als unbegründet. Der pensionierte Handschriftenexperte der Polizei, Lloyd Cunningham, der jahrzehntelang an dem Zodiac-Fall gearbeitet hat, erklärte: „Sie gaben mir Bananenkisten voller Allens Schrift, und keine seiner Schriften kam auch nur annähernd an die des Zodiac heran.“

### Gary Francis Poste
Am 7. Oktober 2021 vermeldeten deutsche wie internationale Medien, dass ein Team von Ermittlern für Cold Cases, das sich aus ehemaligen Staatsanwälten und Ermittlern zusammensetzte und Case Breakers nannte, den Zodiac-Killer als Gary Francis Poste identifiziert habe, der 2018 im Alter von 80 Jahren verstorben war. Das Team behauptete auch, dass die Narben auf Postes Stirn mit den Stirnfurchen der Phantombilder übereinstimmten. Vor allem aber wurde er gleichzeitig als Verdächtiger für den Mord in Riverside 1966 präsentiert. Das FBI erklärte daraufhin, dass der Fall weiterhin ungeklärt bleibe und es „keine neuen Informationen zu vermelden“ gebe, während die Strafverfolgungsbehörden vor Ort dem Chronicle Skepsis gegenüber den Ergebnissen des Teams äußerten, zumal es sich nur um Indizien handle. Dazu kommt noch, dass eine Verbindung zwischen dem Mord in Riverside und denen in der Region San Francisco rein spekulativ ist und niemals von den Ermittlungsbehörden ernsthaft in Betracht gezogen wurde. Der Autor Tom Voigt, der sich mit dem Fall beschäftigt, ist von den Ergebnissen nicht überzeugt und bemerkte, dass kein Zeuge in dem Fall beschrieb, dass Zodiac Narben auf seiner Stirn gehabt habe – seinem Verständnis nach würde das Poste eher sogar als Verdächtigen ausschließen.

## Hoax-Theorie
Der Autor Thomas Henry Horan vertritt die Position, dass der Zodiac-Killer keine reale Person, sondern vielmehr eine literarische Figur war. In seinem 2014 erschienenen Buch The myth of the Zodiac killer spricht er einige Ungereimtheiten an und stellt scheinbare Gewissheiten in Frage. Für ihn stellt sich letztlich heraus, dass die vier Morde, die Zodiac angelastet werden, ausschließlich durch die Briefe und sonstigen Nachrichten (wie die Autotür am Lake Beryessa) miteinander verbunden sind. Da sich Zodiac auch mit anderen Morden gebrüstet hat, die nicht oder nur hypothetisch mit dieser Serie in Verbindung gebracht werden, und er überhaupt fiktiv anmutende Opferzahlen angab, stelle sich die Frage, inwieweit die Briefe als Bekennerschreiben ernst genommen werden können. Entgegen einer populären Annahme verrät nach Horan auch keiner der Briefe so tiefgehendes Wissen über die Taten, dass nur der Täter als Autor in Frage gekommen wäre. Auch das Hemdstück Paul Stines (das einem Brief beigelegt war und als Beweis gilt) deutet für ihn eher auf eine Person aus dem polizeilichen Umfeld hin, zumal der Mord als solcher eher wie ein simpler Taximord aussehe, wie es sie im damaligen San Franciso öfter gab. Dazu kämen noch die allgemeinen Ungereimtheiten dieses Falls, der ihn von anderen Mordserien unterscheide: Es gebe kein wirklich durchgängiges Muster der Taten, das über Oberflächlichkeiten hinausgeht (sogar jedes Mal unterschiedliche Tatwaffen) und die Personenbeschreibungen der Zeugen wichen auf signifikante Art voneinander ab. Zudem ist das abrupte Ende der Mordserie – auch jenseits der Hoax-Theorie – ein erklärungsbedürftiger Umstand. Horan kommt zu dem Schluss, dass die Morde unabhängig voneinander von verschiedenen Personen begangen wurden und die Briefe wieder auf eine andere Person zurückgehen. Ein großer Teil des Buches arbeitet sich an Graysmith ab, dem Manipulationen und bewusste Auslassung von Fakten, die nicht in seine Darstellung passen, vorgeworfen werden.

## Nachahmungstäter
1990 begann ein Nachahmungstäter mit ähnlicher Vorgehensweise wie Zodiac in New York City eine Mordserie. Der Serienmörder wurde als Heriberto Seda identifiziert und zu lebenslanger Haft verurteilt.

## Populärkultur
Der Zodiac-Killer ist zum Gegenstand der Populärkultur geworden und inspirierte unter anderem mehrere Bücher, Fernsehserien und Filme.

### Filme
- Die Handlung des 1971 erschienenen Kriminalfilms Dirty Harry basiert teilweise auf der Mordserie des Zodiac-Killers.[51]
- In dem Film Der Exorzist III (1990) wurde der Gemini-Killer teilweise an den Zodiac-Killer angelehnt.[52]
- The Limbic Region (1996) präsentiert mit einem Psychoduell zwischen einem Detective und seinem Verdächtigen eine fiktive Handlung und eine neue Hypothese, den Mörder betreffend. Der Film basiert auf dem ungelösten Zodiac-Fall sowie späteren Verbrechen, die möglicherweise durch den Zodiac begangen wurden.
- Alexander Bulkley verfilmte 2005 seine Interpretation des Stoffes unter dem Titel The Zodiac, der in Deutschland als Der Zodiac-Killer wenig erfolgreich vermarktet wurde.
- Ein weiterer Film mit dem Titel Zodiac Killer entstand 2005 durch den Regisseur, Autor und Hauptdarsteller Ulli Lommel. Ein weiterer unter dem Titel Curse of the Zodiac erschien kurz danach.
- Der Regisseur David Fincher drehte den Film Zodiac – Die Spur des Killers (Originaltitel: Zodiac), der am 31. Mai 2007 in den deutschen Kinos anlief. Er basiert auf den Romanen Zodiac und Zodiac Unmasked von Robert Graysmith.

### Fernsehserien
- In einer Folge der Fernsehserie Nash Bridges setzt ein Nachahmungstäter die Mordserie des Zodiac-Killers fort.
- In der Mysteryserie Millennium  erschien in der zweiten Staffel ein Serienkiller namens Avatar, der dem Zodiac-Killer nachempfunden war.
- In der Kriminalserie Criminal Minds wird in mehreren Episoden Bezug auf den Zodiac-Killer genommen.
- In der Serie MacGyver (2016) tritt in Folge 15 der ersten Staffel ein Zodiac-Nachahmungstäter auf.
- In American Horror Story, Staffel 5 „Hotel“ in der Folge 4 „Devil’s Night“ tritt der Zodiac-Killer auf; in Staffel 7 „Cult“ gibt sich eine Gruppe von Frauen als der „wahre“ Zodiac-Killer aus.
- Am 24. Oktober 2024 begann auf Netflix Deutschland die dreiteilige True-Crime-Dokumentation Hier spricht Zodiac.

### Videospiel
- In dem im November 2016 erschienenen Videospiel Watch Dogs 2 gibt es spezielle Nebenmissionen, in denen man den Spuren von Zodiac folgt.